# 雲南鱊
雲南鱊（学名：Acheilognathus microphysa），又稱小鰾長身鱊，为輻鰭魚綱鯉形目鲤科鱊屬的其中一種，被IUCN列為瀕危保育類動物，該物種分布於亞洲中國雲南省淡水水域，深度1至10公尺，體長可達6.8公分，棲息在水生植物茂盛的湖泊，雌魚有一個產卵器，用於將卵產在雙殼貝體內，幼魚會留在雙殼貝中直到它們會游泳。

## 扩展阅读
維基物種上的相關：雲南鱊